# سزار مانلی
سزار مانلی (انگلیسی: Caesar Mannelli; ۸ ژوئیه ۱۸۹۷ – ۳ مارس ۱۹۳۶) بازیکن راگبی ۱۵ نفره اهل ایالات متحده آمریکا بود.
وی در مسابقات کشوری و بین‌المللی در مجموع برندهٔ ۱ مدال طلا شده‌است.